# Mistrovství světa v malém fotbale hráčů do 23 let 2021
Mistrovství světa v malém fotbale hráčů do 23 let 2021 bylo 1. ročníkem MS v malém fotbale v nově vypsané kategorii do 23 let a zároveň 2. ročníkem mistrovství světa kategorie juniorů. Turnaj se konal v ukrajinském Kyjevě v období od 12. do 15. srpna 2021. Účastnilo se ho 8 týmů, které byly rozděleny do 2 skupin po 4 týmech. Ze skupiny pak postoupily do vyřazovací fáze první 2 celky. Vyřazovací fáze zahrnovala 4 zápasy. Nováčky turnaje byly týmy Moldavska, Egypta, Ukrajiny a Gruzie. Češi postoupili do finále ve kterém podlehli Kolumbii 1:4 a prohráli tak svůj první zápas od svého založení v roce 2015.

## Stadion
Turnaj se hrál na jednom stadioně v jednom hostitelském městě: Sportovní park (Kyjev).
| Kyjev          |
| -------------- |
| Sportovní park |
| Kyjev          |

## Skupinová fáze
Čas každého zápasu je v lokálním čase.
| Vysvětlivky                     |
| ------------------------------- |
| Týmy postupující do semifinále  |
| Vítěz zápasu je tučně zvýrazněn |

#### Skupina A
| Tým       | Z | V | R | P | VG | IG | +/− | B |
| --------- | - | - | - | - | -- | -- | --- | - |
| Moldavsko | 3 | 1 | 1 | 1 | 4  | 3  | +1  | 4 |
| Egypt     | 3 | 1 | 1 | 1 | 7  | 8  | −1  | 4 |
| Ukrajina  | 3 | 1 | 1 | 1 | 4  | 5  | −1  | 4 |
| Slovensko | 3 | 0 | 3 | 0 | 3  | 3  | 0   | 3 |

| 12. srpna 2021 19:00                                              |       |                                          |                       |
| Egypt                                                             | 3 : 3 | Slovensko                                | Sportovní park, Kyjev |
| Saeed Misbah Al-Sayed 4', 12' Hani Hussein Abdel Hamid Zahran 22' |       | Vojtech Turek 29', 38' Adrián Grebáč 50' | Sportovní park, Kyjev |

| 12. srpna 2021 21:00 |       |                         |                       |
| Ukrajina             | 1 : 3 | Moldavsko               | Sportovní park, Kyjev |
| Oleksij Koval 19'    |       | Marin Stan 5', 13', 42' | Sportovní park, Kyjev |

| 13. srpna 2021 18:30 |       |           |                       |
| Slovensko            | 0 : 0 | Moldavsko | Sportovní park, Kyjev |
|                      |       |           | Sportovní park, Kyjev |

| 13. srpna 2021 21:00                         |       |                                                   |                       |
| Ukrajina                                     | 3 : 2 | Egypt                                             | Sportovní park, Kyjev |
| Vitalij Savčuk 28', 46' Alexander Tribel 29' |       | Mahmoud Gamal 27' Ahmad Bakhit Hassan Ibrahim 35' | Sportovní park, Kyjev |

| 14. srpna 2021 18:30 |       |           |                       |
| Ukrajina             | 0 : 0 | Slovensko | Sportovní park, Kyjev |
|                      |       |           | Sportovní park, Kyjev |

| 14. srpna 2021 19:45                                  |       |                        |                       |
| Egypt                                                 | 2 : 1 | Moldavsko              | Sportovní park, Kyjev |
| Abdelrahman Sayed 29' Ahmad Bakhit Hassan Ibrahim 31' |       | Alexandru Botezatu 12' | Sportovní park, Kyjev |

#### Skupina B
| Tým      | Z | V | R | P | VG | IG | +/− | B |
| -------- | - | - | - | - | -- | -- | --- | - |
| Kolumbie | 3 | 2 | 1 | 0 | 27 | 8  | +19 | 7 |
| Česko    | 3 | 2 | 1 | 0 | 22 | 6  | +16 | 7 |
| Gruzie   | 3 | 1 | 0 | 2 | 11 | 8  | +3  | 3 |
| Indie    | 3 | 0 | 0 | 3 | 0  | 38 | −38 | 0 |

| 12. srpna 2021 16:30 |        |       |                       |
| Kolumbie | 17 : 0 | Indie | Sportovní park, Kyjev |
| Lorenzo Felipe Orellano Vallejo 1', 17', 35' Brayan David Daza Arzuaga 2', 32', 43', 46', 46' Carlos Alberto 8', 22' Eduardo Paolo Medina Carmona 11' (pen.), 29' Juan David Marín Correa 11', 25', 26' Gilberto Júnior Jimenéz Molina 42' Johan Daniel Ochoa Bernal 43' |        |       | Sportovní park, Kyjev |

| 12. srpna 2021 17:45                                    |       |                 |                       |
| Česko                                                   | 3 : 1 | Gruzie          | Sportovní park, Kyjev |
| Michal Tofl 3' Jindřich Novotný 22' Vojtěch Pazdera 50' |       | Nika Guruli 41' | Sportovní park, Kyjev |

| 13. srpna 2021 16:15                                                                                     |       |                                                             |                       |
| Kolumbie                                                                                                 | 5 : 3 | Gruzie                                                      | Sportovní park, Kyjev |
| Gilberto Júnior Jimenéz Molina 5', 22', 25' Jairo Rafael De Jesús Pimienta Jimenéz 37' Nicolas Hoyos 43' |       | Nodo Kurtsadze 11' Giorgi Tsertsvadze 43' Dachi Dolidze 46' | Sportovní park, Kyjev |

| 13. srpna 2021 19:45 |        |       |                       |
| Česko | 14 : 0 | Indie | Sportovní park, Kyjev |
| Tomáš Mařík 1' Dominik Moučka 5' David Lošťák 9', 32', 33' Jindřich Novotný 13', 24', 38', 45' Tomáš Jelínek 18' Roman Hlaváček 41', 43', 46' 48' (vl.) |        |       | Sportovní park, Kyjev |

| 14. srpna 2021 16:15 |       | |                       |
| Indie                | 0 : 7 | Gruzie | Sportovní park, Kyjev |
|                      |       | Nika Guruli 3' Giorgi Tsertsvadze 15', 41' Luka Dikhaminjia 19' Nika Natsvlišili 27' Nodo Kurtsadze 34', 35' | Sportovní park, Kyjev |

| 14. srpna 2021 21:00                                                                  |       | |                       |
| Česko                                                                                 | 5 : 5 | Kolumbie | Sportovní park, Kyjev |
| Daniel Kasal 15', 40' Vojtěch Pazdera 16', 50+4' (pen.) Juan Felipe Castona 31' (vl.) |       | Carlos Cairraso 1' Jairo Rafael De Jesús Pimienta Jimenéz 8' Brayan David Daza Arzuaga 21' Gilberto Júnior Jimenéz Molina 22' Juan David Marín Correa 28' | Sportovní park, Kyjev |

## Vyřazovací fáze
|  | Semifinále | Semifinále | Semifinále |  |  | Finále      | Finále      | Finále      |
|  |            |            |            |  |  |             |             |             |
|  |            | Kolumbie   | 4          |  |  |             |             |             |
|  |            | Egypt      | 3          |  |  |             |             |             |
|  |            |            |            |  |  |             | Kolumbie    | 4           |
|  |            |            |            |  |  |             | Česko       | 1           |
|  |            | Moldavsko  | 2          |  |  |             |             |             |
|  |            | Česko      | 3          |  |  | Třetí místo | Třetí místo | Třetí místo |
|  |            |            |            |  |  |             | Egypt       | 2           |
|  |            |            |            |  |  |             | Moldavsko   | 3           |

#### Semifinále
| 15. srpna 2021 11:15 |       |                                                         |                       |
| Kolumbie | 4 : 3 | Egypt                                                   | Sportovní park, Kyjev |
| Gilberto Júnior Jimenéz Molina 22' Lorenzo Felipe Orellano Vallejo 26' Jairo Rafael De Jesús Pimienta Jimenéz 33' Eduardo Paulo Medina Carmona 50+6' (pen.) |       | Ahmad Bakhit Hassan Ibrahim 10', 43' Mohammad Gamal 40' | Sportovní park, Kyjev |

| 15. srpna 2021 12:45               |       |                                                         |                       |
| Moldavsko                          | 2 : 3 | Česko                                                   | Sportovní park, Kyjev |
| Marin Stan 15' Iurie Dorogan 50+3' |       | Roman Hlaváček 26' Richard Svoboda 31' David Lošťák 46' | Sportovní park, Kyjev |

#### O 3. místo
| 15. srpna 2021 15:45                 |       |                                                 |                       |
| Egypt                                | 2 : 3 | Moldavsko                                       | Sportovní park, Kyjev |
| Mahmoud Gamal 16' Mohamad Sahsah 45' |       | Marin Stan 31' (pen.), 40' Cristian Negroiu 47' | Sportovní park, Kyjev |

#### Finále
| 15. srpna 2021 20:00 |       |                    |                       |
| Kolumbie | 4 : 1 | Česko              | Sportovní park, Kyjev |
| Juan David Marín Correa 12' Brayan David Daza Arzuaga 16' Johan Daniel Ochoa Bernal 50' Gilbero Júnior Jimenéz Molina 50+1' |       | Roman Hlaváček 22' | Sportovní park, Kyjev |